# Oiclus cousteaui
Espèce
Oiclus cousteaui est une espèce de scorpions de la famille des Diplocentridae.

## Taxinomie
Cette espèce, décrite pour la première fois en 2019 par Éric Ythier, est nommée en l'honneur de Jacques-Yves Cousteau en raison de la présence de la Réserve Cousteau autour des îlets Pigeon.

## Répartition et habitat
Cette espèce est endémique des Îlets Pigeon en Guadeloupe.

## Description
La femelle holotype mesure 26,50 mm et le mâle paratype 22,60 mm.

## Publication originale
- Éric Ythier, « On the genus Oiclus Simon, 1880 (Scorpiones: Diplocentridae) in Guadeloupe islands, with description of three new species », Arachnida - Rivista Aracnologica Italiana, vol. 22, pp. 17-49.